# Руденка (Шосткинський район)
Руде́нка — село в Україні, у Свеській селищній громаді Шосткинського району Сумської області. Населення становить 86 осіб. До 2020 орган місцевого самоврядування — Марчихинобудська сільська рада.
Після ліквідації Ямпільського району 19 липня 2020 року село увійшло до Шосткинського району.

## Географія
Село Руденка знаходиться на березі річки Кочурівки, вище за течією на відстані 1 км розташоване село Марчихина Буда. На відстані 2,5 км розташоване село Родіонівка. Село оточене лісовим масивом (сосна, дуб).